# Bellview, Florida
Bellview, Florida (енгл. Bellview) насељено је место без административног статуса у америчкој савезној држави Флорида.

## Демографија
По попису из 2010. године број становника је 23.355, што је 2.154 (10,2%) становника више него 2000. године.
| Група             | 2000.          | 2010.          |
| Белци             | 16.771 (79,1%) | 16.009 (68,5%) |
| Афроамериканци    | 2.479 (11,7%)  | 4.280 (18,3%)  |
| Азијати           | 695 (3,3%)     | 1.023 (4,4%)   |
| Хиспаноамериканци | 509 (2,4%)     | 1.033 (4,4%)   |
| Укупно            | 21.201         | 23.355         |